# Соору
Со́ору (эст. Sooru) — деревня в волости Валга уезда Валгамаа, Эстония.
До реформы местных самоуправлений Эстонии 2017 года входила в состав волости Тыллисте (упразднена).

## География и описание
Расположена в южной части Эстонии, в 10 километрах к северу от уездного и волостного центра — города Валга. Расстояние до Таллина составляет 242 километра, до Тарту — 77 километров. Высота над уровнем моря — 64 метра.
Соору окружена лесами. Её соседние деревни: Пийри, Яаникесе, Паю, Супа и Тыллисте.
По территории деревни протекает ручей Пийри, в народе также называемый Соору, который запруживается в плотинное озеро Соору площадью 2 гектара. Между деревнями Соору и Тыллисте, напротив устья реки Педели, впадающей в Вяйке-Эмайыги, поднимается крутая гора Тыллисте.
Климат умеренный. Официальный язык — эстонский. Почтовые индексы: 68304, 68409.

## Население
По данным переписи населения 2021 года, в Соору проживали 211 человек, из них 191 (90,5 %) — эстонцы.
По состоянию на 1 января 2020 года в деревне насчитывалось 243 жителя: 119 женщин и 124 мужчины; 167 человек трудоспособного возраста (15-64 года), 26 детей в возрасте до 15 лет и 50 человек пенсионного возраста (65 лет и старше).
По данным переписи населения 2011 года, в деревне проживали 254 человека, из них 233 (91,7 %) — эстонцы.
Численность населения деревни Соору:
| Год  | 1979 | 1989  | 1993  | 1997  | 2000  | 2011  | 2017  | 2018  | 2019  | 2020  | 2021  |
| ---- | ---- | ----- | ----- | ----- | ----- | ----- | ----- | ----- | ----- | ----- | ----- |
| Чел. | 224  | ↗ 305 | ↗ 312 | ↗ 336 | ↘ 302 | ↘ 254 | ↘ 246 | → 246 | ↘ 240 | ↗ 243 | ↘ 211 |

## История
В письменных источниках 1388 года упоминается curia Sore (мыза), 1630 года — Hof Sore, 1683 года — Sohrhoff, 1688 года — Sohr Hoff, Zohrhoff, 1689 года — Soorshoff, 1909 года — эст. Sooru m.; латыш. Core, Coresmuiža.
Упомянутая в 1388 году мыза Соре (Сорхоф, нем. Soorhof, рус. Сорхофъ, Соору, эст. Sooru mõis) относилась к Лукескому приходу и была одной их старейших рыцарских мыз в Ливонии. Она имела кирпичное и лесопильное производства, водяную мельницу.
Мыза большей частью была застроена во второй половине 19-го столетия, когда ею владело семейство Врангелей. Небольшой одноэтажный господский дом не сохранился. На карте 1793 года в атласе Меллина хутора, расположенные к северо-западу от мызы, обозначены как «Эстонская деревня» (Esti Külla), к юго-востоку от него — как «Латвийская деревня» (Letti Külla).
В царское время Сооруская волость относилась к Валкскому уезду, куда в годы Первой мировой войны стали прибывать беженцы с территории современной Латвии. В 1919 году в волости проживали 378 эстонцев и 83 латыша. В Сооруской начальной школе обучение шло двумя параллельными потоками с эстонским и латышским языком обучения.
В 1920-х годах, после национализации мызы Соору на её землях возникло поселение, которое после 1940-х годов получило статус деревни.
В 1922 году местную школу перевели в господский дом мызы. Здание было сожжено в 1944 году отступающими войсками вермахта. К настоящему времени от мызного комплекса остались только единичные постройки, наибольший интерес из которых представляют амбар с кровлей, опирающейся на столбы, и каретник-конюшня с фасадом в стиле позднего классицизма.
В 1930-х годах Соору была местом активной общественной деятельности. При школе работали драматический кружок, смешанный хор и женский гимнастический кружок. В деревне действовали отряд Кайтселийта, отряд Женской обороны и скауты.
Перед Второй мировой войной в Соору было 50 домохозяйств среднего размера и около 15 хозяйств поменьше. Действовали «Собрание земледельцев» (эст. Sooru põllumeeste kogu), «Машинное общество» (эст. Sooru Masinaühistu), «Общество взаимопомощи при пожарах» (эст. Sooru tulekahju kordadel vastastikuse abiandmise selts), несколько обществ пользователей оборудования (эст. Soru masinatarvitajate ühing и др.), «Молочное общество» (эст. Sooru Piimaühistu). Работали почтовая контора и телефонный переговорный пункт.
В январе 1949 года в деревне был создан колхоз «Лембиту» (эст. «Lembitu»). В 1952 году путём объединения нескольких небольших колхозов был создан крупный и более жизнеспособный колхоз «Эзимене Май» (эст. «Esimene Mai» — «Первое Мая»). Его общий земельный фонд составлял 2,6 тысяч гектаров, средняя численность работников в 1978 году — 209 человек.
В 1957 году в частном деревенском доме была снова открыта школа, которая через 11 лет закрылась вследствие малочисленности учащихся. С того времени и до сих пор дети деревни Соору учатся в средней школе посёлка Тсиргулийна.
В период существования колхоза в деревне были построены различные хозяйственные и производственные здания, жилые дома, магазин и детский сад.

## Инфраструктура и предпринимательство
В деревне есть детский сад, открыт в 1990 году, работает одна объединённая группа.
В Соору есть магазин, но он не покрывает потребности местных жителей, поэтому основные покупки они делают в Валга и в Латвии.
Бо́льшая часть территории деревни имеет современное уличное освещение. Почтовая контора находится в городе Валга, в 10 километрах от деревни. На территории всей деревни есть мобильная телефонная связь. С 2007 года все желающие могут получить услугу беспроводного Интернета. Имеется сеть общего водоснабжения. По состоянию на 2017 года не все жилые дома деревни были оснащены системой центральной канализации.
Через Соору проходит государственное шоссе Валга—Тарту номер 3 («Via Hanseatica»). Деревня имеет хорошее автобусное сообщение с Таллином, Тарту и Валга, а также с городами Отепя, Элва, Тырва, Антсла и посёлком Сангасте. Ближайшая железнодорожная станция — Сангасте, расположена в 5 километрах от деревни, в посёлке Тсиргулийна.
Основные виды предпринимательской деятельности в деревне связаны с сельским хозяйством и транспортными услугами. Есть несколько индивидуальных предпринимателей и небольшое предприятие по производству мясных продуктов. Многие жители деревни работают в других населённых пунктах.

## Культура и досуг
Объекты культуры и досуга в деревне Соору:
- библиотека, основана во времена Первой Эстонской Республики — в 1926 году, с 2018 года является филиалом Валгаской центральной библиотеки[18];
- народный дом, построен в советский период — в 1959 году. В 2001 году, когда встал вопрос о его закрытии, по народной инициативе была создана недоходная организация Sooru Arendus, которая взяла на себя управление народным домом и провела его масштабное реновирование. При помощи нескольких финансовых проектов народный дом превратился в мультифункциональный центр досуга для всех возрастных групп. В нём есть большой зал со сценой, спортзал с различным спортинвентарём, игровая комната, баня, комнаты отдыха и бытовые комнаты с кухонным уголком и швейной машинкой, интернет-пункт, имеются возможности для проведения семинаров и учебных комнат[19];
- деревенский спортклуб, получивший в 2002 году название «Beavers» по аналогии с упрямыми животными — бобрами. Начало его деятельности было трудным, тренировки проводились там, где появлялась возможность: в помещениях народного дома Тагула (к настоящему времени здание снесено), в старом народном доме Соору, в школе Тсиргулийна, в хорошую погоду — на улице. В настоящее время занятия проходят в реновированном народном доме деревни Соору[20] ;
- тематический военный парк на берегу реки Вяйке-Эмайыги; в числе прочего в нём проводятся мероприятия, отражающие события из истории деревни Соору и исторической волости Соору[21].
- зона отдыха на берегу озера Соору, где есть сцена, волейбольная площадка, установлены столы и скамейки.

Согласно плану развития деревни Соору, к 2025 году планируется превратить её в развитый объект природного туризма.

## Достопримечательности
Объекты, внесённые в Государственный регистр памятников культуры Эстонии:
- мызный парк, площадь 5,8 гектара, типичный образец старинного парка смешанного типа. Состоит из двух частей, разделённых ручьями. В первой части произрастают ясенелистные клёны, кусты бирючины высотой пять с половиной метров, серебристые ивы, серый орех, несколько русских лиственниц, белая сосна и др., всего 38 видов деревьев. Из парка ведёт липовая аллея. Вторую часть составляет большая дубрава (начало 20-го столетия). Примечательно, что дубы высажены рядами[15][22];
- амбар мызы Сорхоф (Соору), исключительный пример хозяйственной мызной постройки, в котором за образец принята архитектура крестьянских строений[23].